# Klaas Balk
Klaas Balk (Badhoevedorp, 27 de diciembre de 1948) es un deportista neerlandés que compitió en ciclismo en la modalidad de pista. Ganó una medalla de bronce en el Campeonato Mundial de Ciclismo en Pista de 1969, en la prueba del kilómetro contrarreloj.
Participó en dos Juegos Olímpicos de Verano, en los años 1968 y 1972, ocupando en Múnich 1972 el cuarto lugar en la disciplina de velocidad individual y el quinto lugar en tándem.

## Medallero internacional
| Campeonato Mundial | Campeonato Mundial    | Campeonato Mundial | Campeonato Mundial    |
| Año                | Lugar                 | Medalla            | Competición           |
| ------------------ | --------------------- | ------------------ | --------------------- |
| 1969               | Brno (Checoslovaquia) | Medalla de bronce  | 1 km contrarreloj (A) |